# Laura Checkoway
Laura Checkoway (* 20. Jahrhundert in Ann Arbor, Michigan) ist eine US-amerikanische Journalistin, Filmproduzentin und Filmregisseurin.

## Karriere
Checkoway wurde in Ann Arbor geboren, wuchs dort auf und besuchte dort die Burns Park Elementary, Tappan Middle School and Pioneer High School. Danach zog sie nach New York und besuchte das Sarah Lawrence College. Als Journalistin arbeitete sie unter anderem für die Magazine Rolling Stone, Vibe und The Village Voice. Im Filmgeschäft begann sie ab dem Jahr 2014 mitzuwirken. Als »Story Producerin« arbeitete sie an dem Kurz-Dokumentarfilm Home with Robin mit. Ihre zweite Dokumentarfilm-Produktion Lucky (2014) war zugleich ihr Regiedebüt; zudem war sie für die Kamera und den Schnitt verantwortlich. Für ihren Kurzfilm Wolffland aus dem Jahr 2016 erhielt sie bei den Hollywood International Independent Documentary Awards einen Award of Recognition.
Ihr Dokumentarfilm Edith+Eddie über ein interkulturelles Paar, das mit Mitte 90 geheiratet hat, gewann den IDA Documentary Award der International Documentary Association als bester Kurzfilm und erhielt eine Emmy- und eine Oscar-Nominierung bei der Oscarverleihung 2018 in der Kategorie Bester Dokumentar-Kurzfilm. Der Film wurde von Dokumentarfilmer Steve James und Pop-Ikone Cher produziert.

## Filmografie (Auswahl)
- 2014: Home with Robin (Dokumentar-Kurzfilm)
- 2014: Lucky (Dokumentarfilm)
- 2016: Wolffland (Kurzfilm)
- 2017: Edith+Eddie (Dokumentar-Kurzfilm)
- 2022: The Cave of Adullam (Dokumentarfilm)